# Mark Shield
Mark Shield, född 2 september 1973 är en australiensisk fotbollsdomare som bland annat dömt i fotbolls-VM 2002 och 2006.
Matcher i VM 2002 som huvuddomare:
- Tunisien - Belgien (gruppspel)

Matcher i VM 2006 som huvuddomare:
- Iran - Angola (gruppspel)
- Tunisien - Saudiarabien (gruppspel)